# Rhaphotittha subtilis
Rhaphotittha subtilis är en insektsart som beskrevs av Karsch 1896. Rhaphotittha subtilis ingår i släktet Rhaphotittha och familjen gräshoppor. Inga underarter finns listade i Catalogue of Life.